# بیلا (ناحیه فریدک-میستک)
بیلا (به چکی: Bílá) یک منطقهٔ مسکونی در جمهوری چک است که در ناحیه فریدک-میستک واقع شده‌است. بیلا ۳۲۰ نفر جمعیت دارد.